# Polyorycta basilissa
Polyorycta basilissa är en fjärilsart som beskrevs av Edward Meyrick 1891. Polyorycta basilissa ingår i släktet Polyorycta och familjen nattflyn. Inga underarter finns listade i Catalogue of Life.